# 热依族
热依族是越南的54个民族之一，人口49098（1999年统计）。

## 分布
多数居住在越南北方的老街省、河江省、萊州省和高平省。

## 历史与源流
19世纪中国贵州一些布依族人经云南迁到越南，形成越南的布依族。他们中的一些人分化出来，融合其他民族形成了热依族。

## 语言
热依族人说布依语。